# دیو پورتر
دیو پورتر آهنگساز آمریکایی است که بیشتر بخاطر آهنگسازی‌اش برای فیلم‌ها شهرت دارد. از جمله آثار مشهور وی می‌توان به آهنگسازی برای مجموعه برکینگ بد و مجموعه مرتبط آن، بهتره با سال تماس بگیری است. هردوی این مجموعه‌ها محصول شبکه ای‌ام‌سی هستند. پورتر دانش‌آموخته رشته آهنگسازی کلاسیک و الکترونیک از کالج سارا لارنس است.
بخاطر آهنگ‌سازی پورتر در مجموعه برکینگ بد، وی موفق به کسب جایزه اسکپ (انجمن آهنگ‌سازان، نویسندگان و ناشران آمریکا) شد. برایان کرانستون که بازیگر نقش اول این مجموعه تلویزیونی بود در خصوص وی اینطور می‌گوید: «با آهنگ وی، دیو پورتر شخصیت دیگری را در برکینگ بد خلق کرد.»
وی در حال حاضر مشغول آهنگ‌سازی برای مجموعه‌های تلویزیونی لیست سیاه محصول شبکه ان‌بی‌سی و مجموعه بهتره با سول تماس بگیری محصول شبکه ای‌ام‌سی است.
دیو پورتر در کنار همسرش و با تک فرزند پسرشان زندگی می‌کند.

## پیوند
- دیو پورتر در بانک اطلاعات اینترنتی فیلم‌ها